# Wolfgang Schwarze
Wolfgang Schwarze (* 3. März 1939 in Berlin-Charlottenburg) ist ein deutscher Autor, Dramaturg und Journalist.

## Leben
Der 1939 in Berlin geborene Wolfgang Schwarze war nach dem Schulbesuch als Fotolaborant, Kulturarbeiter und Journalist tätig. 1968 fand er eine Anstellung beim DEFA-Studio für Dokumentarfilme, wo er in der Künstlerischen Arbeitsgruppe (KAG) „Effekt“ als Autor und Dramaturg bis zur Wende arbeitete. Die nächsten vier Jahre wirkte er bei der Berliner Film- und Fernsehproduktionsfirma Manfred Durniok. Von 1994 bis 2004 war er freischaffend tätig. In seinem Berufsleben war er an etwa 90 Dokumentarfilmen für Kino und Fernsehen beteiligt.

## Filmografie
- 1974: Paul Dessau
- 1975: … und morgen kommen die Polinnen
- 1981: Manchmal möchte man fliegen
- 1986: Wenn man eine Liebe hat...
- 1987: Wie ein Fisch im Wasser
- 1988: Zwei Deutsche

## Auszeichnungen
- 1986: Heinrich-Greif-Preis für langjährige Arbeit im Dokumentarfilmstudio[2]
- 1988: Kunstpreis des FDGB für die kontinuierliche und überzeugende Darstellung der Arbeiterklasse im Dokumentarfilm[3]
- Johannes-R.-Becher-Medaille in Gold
- Goldene Ehrennadel des Komponistenverbandes
- Silberner Lorbeer des Fernsehens der DDR
- Goldener Lorbeer des Fernsehens der DDR

Weitere Preise erhielt Wolfgang Schwarze auf den Filmfestivals in Leipzig, Oberhausen und Prag.